# 6761 Haroldconnolly
6761 Haroldconnolly este un asteroid din centura principală, descoperit pe 2 martie 1981, de Schelte Bus.